# Iška
Jméno Iška je domácká podoba ženského rodného jména, která patrně vznikla jako zkrácenina jména Eliška, Františka apod. Jako umělecký pseudonym ho užívá módní návrhářka Iška Fišárková (občanským jménem Vladimíra).

## Nositelky
- Iška Fišárková, česká návrhářka

## Další
- Iški Vintgar, slovinská řeka
- František Iška, český duchovní